# Saga o Ludziach Lodu
Saga o Ludziach Lodu – składająca się z 47 części seria książek autorstwa współczesnej pisarki norwesko-szwedzkiej Margit Sandemo.
Saga o Ludziach Lodu zawiera wątki mistyczne, romantyczne, humorystyczne. Zaliczana jest do literatury fantasy, zawiera także elementy takich gatunków, jak romans i horror. Akcji towarzyszy barwne tło historyczne, nie zawsze zgodne z prawdą i często ustępujące miejsca literackiej fikcji.
Kontynuacją tej serii, a także Sagi o Czarnoksiężniku, jest Saga o Królestwie Światła.

## Legenda
Wiele z tomów rozpoczyna się przywołaniem legendy o Tengelu Złym, protoplaście rodu Ludzi Lodu, który przed wieloma setkami lat wyruszył na dzikie pustkowia, by zaprzedać duszę diabłu. W wyniku tego jego potomkowie zostali przeklęci. W każdym pokoleniu miała się rodzić przynajmniej jedna osoba, która musiała pozostawać w służbie szatanowi. Ich znakiem rozpoznawczym miały być żółte, kocie oczy, a także często zniekształcone łopatki i mongolskie rysy. Mieli oni również posiadać umiejętności czarowania. Przekleństwo miało ciążyć na rodzie tak długo jak nie zostanie odnalezione naczynie, w którym Tengel Zły miał przygotowywać wywar służący przywołaniu Księcia Ciemności. 
W XVI wieku przyszedł w rodzie Ludzi Lodu chłopiec obciążony przekleństwem, który próbował przemienić zło przekleństwa w dobro i dlatego nazywano go Tengelem Dobrym.

## Fabuła

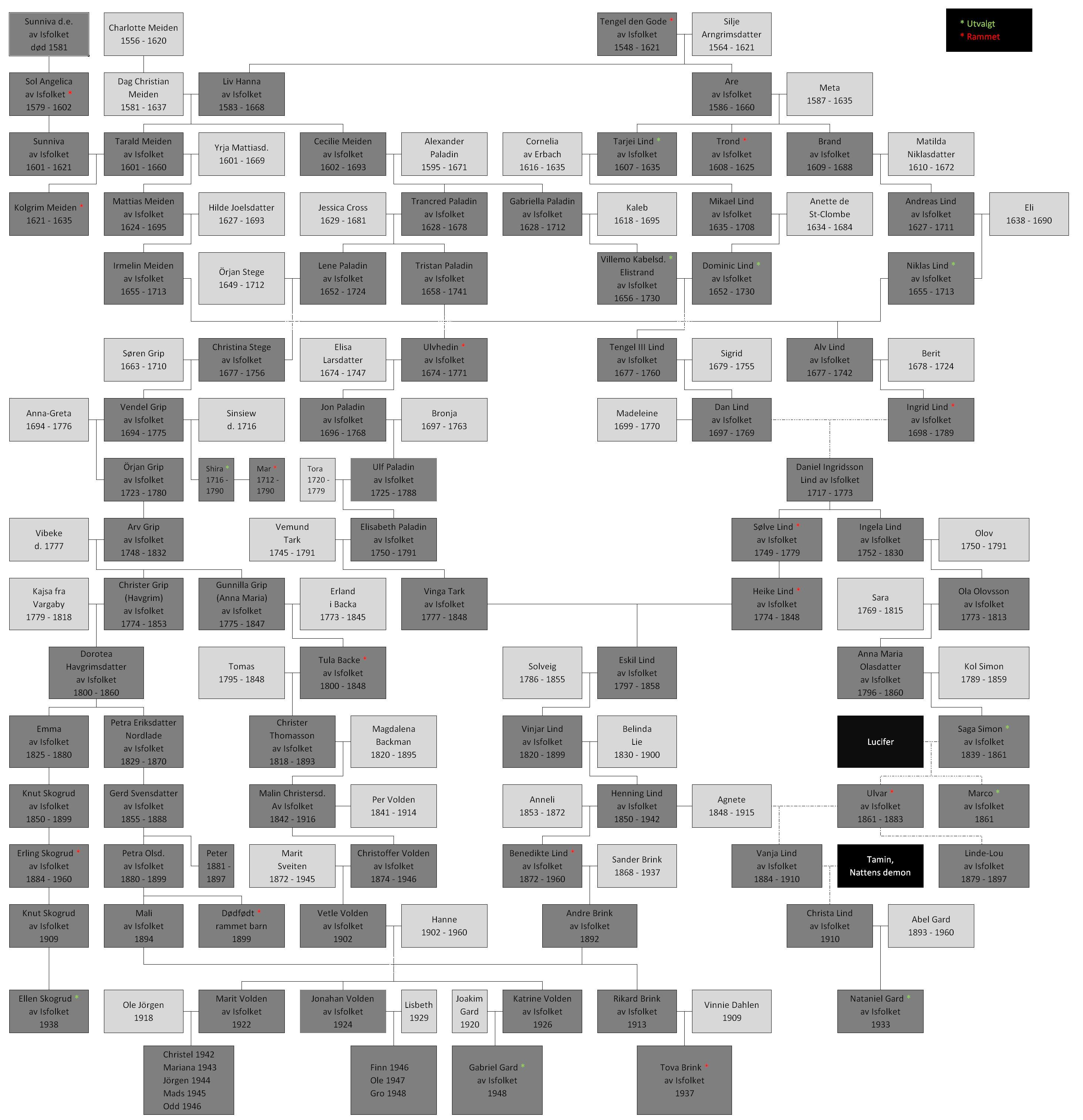
Drzewo genealogiczne Ludzi Lodu

Akcja rozpoczyna się w 1581 roku w Trondheim w Norwegii, od opowieści o Silje Arngrimsdotter oraz o tym, jak nawiązuje ona kontakt z Ludźmi Lodu, społecznością wyrzutków żyjących w odizolowanej dolinie. Od tego momentu śledzimy losy Ludzi Lodu na przestrzeni wieków. Akcja obejmuje okres od XVI do XX wieku i toczy się przeważnie w krajach skandynawskich: Norwegii, Szwecji i Danii. Na przestrzeni serii niektórzy członkowie rodu pojawiają się również w różnych zakątkach Europy i Azji.
Każda książka opowiada odrębną historię, skupioną zazwyczaj na jednym lub kilku osobach z rodu. Większość z nich skupia się na przeklętych, ich walce z ich złymi skłonnościami, a także na tym, jak wykorzystują swoje moce. Ludzie Lodu byli oskarżani o czary, dlatego niechętnie przyjmowano ich w społeczeństwie. Członkowie rodu okazywali sobie nawzajem i otaczającym ich ludziom ciepło i miłość. Wykazywali empatię wobec skrzywdzonych przez życie ludzi i zwierząt. Potrafili także nawiązywać kontakty z istotami nadprzyrodzonymi. 

## Wydania i popularność
Pierwszy tom ukazał się w 1982 roku, a seria stała się jedną z najlepiej sprzedających się cykli powieści w Skandynawii, z ponad 39 milionami sprzedanych egzemplarzy. Choć Margit Sandemo mieszkała w Norwegii, jej powieści były oryginalnie pisane po szwedzku, a tłumaczenia na norweski były dokonywane przez inne osoby. Książki ukazały się w Danii, Norwegii, Finlandii, Polsce, Szwecji, na Węgrzech oraz Islandii. Istnieje również nieoficjalne tłumaczenie na język rosyjski. Niekompletne przekłady istnieją na języki niemiecki, czeski i angielski. Saga cieszyła się dużą popularnością w Polsce, do roku 2000 wydawnictwo Pol-Nordica opublikowało wszystkie 47 części w łącznym nakładzie 8,2 mln egzemplarzy. Poszczególne części miały nakład do 200 tys. egzemplarzy.

## Adaptacje
W 2011 roku ogłoszono, że planowana jest seria telewizyjna, której długość szacowana była na 200 odcinków. 

## TomySagi o Ludziach Lodu
1. Zauroczenie (Trollbund'et)
2. Polowanie na czarownice (Heksejakten)
3. Otchłań (Avgrunnen)
4. Tęsknota (Lengsel)
5. Grzech śmiertelny (Dødssynden)
6. Dziedzictwo zła (Den onde arven)
7. Zamek duchów (Spøkelses-slottet)
8. Córka hycla (Bøddelens datter)
9. Samotny (Den ensomme)
10. Zimowa zawierucha (Vinterstorm)
11. Zemsta (Blodhevn)
12. Gorączka (Feber i blodet)
13. Ślady Szatana (Satans fotspor)
14. Ostatni rycerz (Den siste ridder)
15. Wiatr od Wschodu (Vinden fra øst)
16. Kwiat wisielców (Galgeblomsten)
17. Ogród śmierci (Dødens have)
18. Dom upiorów (Bak fasaden)
19. Zęby smoka (Dragens tenner)
20. Skrzydła kruka (Ravnens vinger)
21. Diabelski Jar (Djevlekløften)
22. Demon i panna (Demonen og jomfruen)
23. Wiosenna ofiara (Våroffer)
24. Martwe wrzosy (I jordens dyp)
25. Anioł o czarnych skrzydłach (Engel med svarte vinger)
26. Dom w Eldafjord (Huset i Eldafjord)
27. Skandal (Skandalen)
28. Lód i ogień (Is og ild)
29. Miłość Lucyfera (Lucifers kjærlighet)
30. Bestia i wilki (Utysket)
31. Przewoźnik (Fergemannen)
32. Głód (Hunger)
33. Demon nocy (Nattens demon)
34. Kobieta na brzegu (Kvinnen på stranden)
35. Droga w ciemnościach (Vandring i mørket)
36. Magiczny księżyc (Trollmåne)
37. Miasto strachu (Skrekkens by)
38. Urwany ślad (Skjulte spor)
39. Nieme głosy (Rop av stumme røster)
40. Więźniowie czasu (Fanget av tiden)
41. Góra Demonów (Demonenes fjell)
42. Cisza przed burzą (Stille før stormen)
43. Odrobina czułości (Et streif av ømhet)
44. Fatalny dzień (Den onde dagen)
45. Książę Czarnych Sal (Legenden om Marco)
46. Woda Zła (Det svarte vannet)
47. Czy jesteśmy tutaj sami? (Er det noen der ute?)